# Туђа земља
Туђа земља је југословенски филм први пут приказан 18. фебруара 1957. године. Режирао га је Јоже Гале а сценарио је написао Меша Селимовић.

## Радња
Након капитулације Италије, једна мала група италијанских војника, бежећи из Санџака, прелази Дрину и улази у босанске шуме. Ношени жељом да се домогну своје куће, лутају опустошеним крајевима и доживљавају истину о рату која им је до тада била непозната. Најбољи међу њима налазе снаге да помогну туђем народу у борби за слободу док други настављају путем злочина.

## Улоге
| Глумац                     | Улога                       |
| -------------------------- | --------------------------- |
| Раде Марковић              |                             |
| Илија Џувалековски         |                             |
| Милорад Маргетић           |                             |
| Тамара Милетић             | (као Тамара Марковић)       |
| Марија Црнобори            |                             |
| Стане Потокар              |                             |
| Михајло Бата Паскаљевић    |                             |
| Милутин Јаснић             |                             |
| Тома Курузовић             | (као Томо Курузовић)        |
| Властимир Ђуза Стојиљковић | (као Властимир Стојиљковић) |
| Радован Вучковић           |                             |
| Дубравка Кенић             |                             |

Комплетна филмска екипа ▼
| Редитељ                   | Јоже Гале         |                            |
| Сценариста                | Меша Селимовић    |                            |
| Композитор                | Бојан Адамич      |                            |
| Директор фотографије      | Иван Маринцек     |                            |
| Монтажер                  | Ружица Цвингл     |                            |
| Сценограф                 | Џемо Ћесовић      |                            |
| Одсек за шминку           | Шукрија Шаркић    | шминкер (као Шуцо Шаркић ) |
| Менаџер продукције        | Мишо Финци        | директор филма             |
| Менаџер продукције        | Исо Таубер        | вођа снимања               |
| Одсек за звук             | Драгутин Јелић    | тонски сарадник            |
| Одсек за камеру и расвету | Јан Беран         | сниматељ                   |
| Одсек за монтажу          | Бланка Јелић      | асистент монтажера         |
| Остала екипа              | Љубинка Курузовић | секретар режије            |